# Heggelia
Heggelia es una localidad del área urbana de Bardufoss. Se ubica en el río Barduelva en el municipio de Målselv en Troms, Noruega. Heggelia se extiende por la ruta europea E6, estando a 2,5 km al sur de Andselv y del aeropuerto de Bardufoss.